# Gipsonictop
Els gipsonictops (Gypsonictops) és un gènere de petits mamífers prehistòrics que forma part de la família monotípica dels gipsonictòpids. Fou el primer grup de mamífers clarament euteris descrit del Cretaci de Nord-amèrica. Són els primers representants de l'ordre dels leptíctides i aparegueren durant el Cretaci superior, quan els dinosaures encara dominaven la Terra. Sembla que s'extingiren abans de començar el Cenozoic, però hi ha indicis que podrien haver sobreviscut fins a principis del període Paleocè. Se n'han trobat restes fòssils a llocs tan diferents com els Estats Units, Bèlgica o l'Uzbekistan.
Com Cimolestes o Daulestes, és possible que tingués una relació distant amb els ungulatomorfs. És especialment interessant perquè és un dels molt pocs euteris que existiren a Nord-amèrica durant el Campanià, una època en què els multituberculats i els metateris eren dominants en aquest continent.

## Morfologia
La mida de Gypsonictops variava entre les diferents espècies: els individus més petits pesaven uns 21 grams, i els més grossos uns 84 g, amb un pes mitjà d'aproximadament 50 g.
Com altres mamífers prehistòrics del Cretaci superior de Nord-amèrica, el gipsonictop tenia una dentadura particular amb cinc premolars amb doble arrel al maxil·lar inferior, mentre que la immensa majoria de mamífers només en tenen quatre. D'altra banda, les cinc premolars també són un caràcter típic dels euteris més basals i primitius.
Igual que les espècies del gènere Leptictidium, el gipsonictop tenia una premolar P4 molt molaritzada, cosa que en la descripció d'un exemplar de G. petersoni provocà confusió entre la P4 i la M1. Finalment, es revelà que era una P4 sense paracònid.
Se sap que els Gypsonictops eren euteris i podrien haver estat placentaris; mostren característiques típiques d'aquests animals, però pertanyen a un grup (Leptictida) que inclou alguns dels pocs euteris no placentaris. A més, la línia entre euteris placentaris i no placentaris és molt fina, per la qual cosa costa classificar Gypsonictops amb precisió.

## Taxonomia

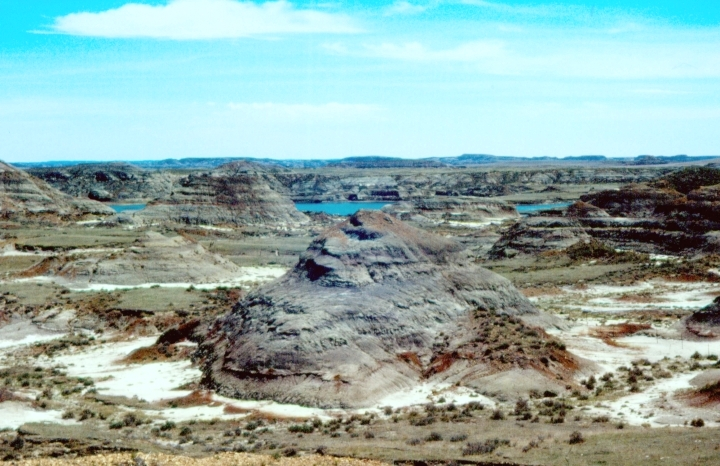
A la Formació de Hell Creek (Montana) s'hi han trobat diverses espècies de Gypsonictops.

El gènere Gypsonictops fou originalment classificat dins la família Leptictidae per Simpson, juntament amb els leptíctids nord-americans. Hi romangué fins que el 1967 Van Valen creà la família Gypsonictopidae especialment per aquest gènere. El 1997, McKenna i Bell plantejaren la possibilitat que aquesta família contingués fins a set gèneres diferents, però els articles publicats des d'aleshores han mostrat escepticisme envers aquesta teoria.
Gypsonictops conté sis espècies:

### G. clemensi
Descrita per J. K. Rigby i D. L. Wolberg el 1987. Visqué durant els períodes Campanià i Maastrichtià, i la seva descripció fou feta a partir d'una M3 trobada a Nou Mèxic. L'espècie està dedicada a William Alvin Clemens.

### G. dormaalensis
Descrita per G. E. Quinet el 1964. El nom de l'espècie fa referència a la població belga de Dormaal, on hi ha un important jaciment amb fòssils, entre altres espècies, de G. dormaalensis.

### G. hypoconus
Descrita per G. G. Simpson el 1927. Visqué durant els períodes Campanià i Maastrichtià i se n'han trobat fòssils a la Formació de Hell Creek i altres jaciments dels Estats Units. Quan Simpson creà el gènere Gypsonictops en definir aquesta espècie, el situà dins la família Leptictidae, que aleshores formava part de l'ordre Insectivora (actualment obsolet). El nom de l'espècie fa referència al seu hipocon (o cúspide menor de les dents molars).

### G. illuminatus
Descrita per J. A. Lillegraven el 1969. Visqué durant el període Maastrichtià i se n'han trobat fòssils a la Formació de Hell Creek dels Estats Units i a diversos jaciments del Canadà.

### G. lewisi
Descrita per A. Sahni el 1972. Visqué durant el període Campanià i se n'han trobat fòssils a la Formació de Judith River, Montana. G. lewisi és una de les espècies amb més característiques placentàries del gènere, com ara la fusió d'un petit metacònid amb un protocònid llarg, o un talònid petit amb dues cúspides. D'altra banda, les premolars superiors no estan tan molaritzades com en altres espècies. Pesava aproximadament cinquanta grams. L'espècie està dedicada al Capità Meriwether Lewis, el cèlebre explorador estatunidenc.

### G. petersoni
Descrita el 1929 per G. G. Simpson, que li donà el nom d'Euangelistes petersoni i la classificà erròniament dins la infraclasse Marsupialia. Se sap que visqué durant el període Maastrichtià però podria haver sobreviscut l'extinció del Cretaci-Paleogen i viure fins al Danià. L'holotip d'aquesta espècie es troba al Museu Carnegie d'Història Natural i és un maxil·lar inferior que havia quedat bastant danyat. Un altre espècimen, conservat a Yale, ha estat descrit amb fins a cinc noms diferents. Per si no hi havia prou polèmica, el 1973 Clemens afirmà que G. petersoni és la mateixa espècie que G. hypoconus.